# Modello TLK
Il modello TLK (dall'inglese Terrace Ledge Kink), anche chiamato modello TSK (dall'inglese Terrace Step Kink) è un modello teorico, sviluppato negli anni venti dai tedeschi Kossel e Stranski, utilizzato nella scienza delle superfici per studiare i fenomeni di formazione e trasformazione della superficie di un cristallo.
Il modello TLK parte dal presupposto che l'energia di un atomo sulla superficie del cristallo sia associata ai legami che intercorrono tra tale atomo e gli atomi vicini, per cui per stimare l'energia scambiata con l'esterno durante una trasformazione della superficie del cristallo è sufficiente tenere conto dei legami chimici che si rompono e si formano durante tale trasformazione.

## Posizioni sulla superficie del cristallo

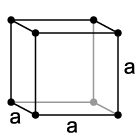
Rappresentazione di un singolo atomo di un reticolo cubico semplice.

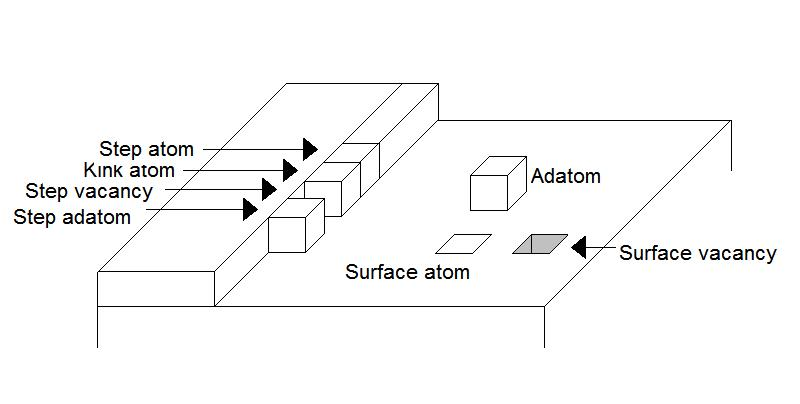
Rappresentazione delle possibili posizioni di un atomo sulla superficie di un cristallo secondo il modello TLK.

Per semplicità di esposizione, di seguito si assume che il cristallo sia formato da tanti atomi aventi forma di piccoli cubetti aventi tutti la stessa dimensione. Ogni atomo in quanto cubetto è quindi dotato di 6 facce, lungo le quali scambia le proprie interazioni con gli altri atomi vicini. Quindi maggiore è il numero di facce occupate da altri atomi, maggiore è il numero di coordinazione. Tale esemplificazione corrisponde alla realtà nel caso in cui il cristallo abbia un reticolo cubico semplice.
Nel modello TLK si suppone che la superficie di un cristallo sia caratterizzata da tali elementi geometrici:
- terrace: porzioni piane della superficie;[3] un atomo in posizione terrace ha 5 facce occupate da altri atomi e solo la sua faccia superiore è libera;
- ledge o step: gradini dell'altezza di un atomo che separano più terrace;[3] un atomo in posizione ledge ha 4 facce occupate da altri atomi e 2 facce libere (una superiore e una laterale);
- kink: vertice all'interno di un ledge;[3] un atomo in posizione kink ha 3 facce occupate da altri atomi e 3 facce libere (una superiore e due laterali).

Inoltre sulla superficie di un cristallo possono essere presenti i seguenti difetti cristallini (oltre a ledge e kink):
- una vacanza (in posizione ledge o in posizione terrace);
- un adatomo (in posizione terrace o in posizione ledge);
- impurezze adsorbite alla superficie (cioè atomi di natura differente dalla natura degli altri atomi del cristallo che sostituiscono gli atomi del cristallo);
- dislocazioni (a vite o a spigolo).